# Luciano Cantone
Luciano Cantone (Catania, 24 maggio 1987) è un politico italiano.

## Biografia
Dopo il diploma di perito aeronautico nel 2006  inizia a lavorare nel settore del traffico aereo civile in ENAV come esperto nell'assistenza al volo e di tecnico meteorologo negli aeroporti. Laureato in Scienze e Tecnologie dei Trasporti nel 2023. 

## Attività politica
Alle elezioni politiche del 2018 è eletto alla Camera dei Deputati nel collegio plurinominale Sicilia 2 - 02 nelle liste del Movimento 5 Stelle. Durante la XVIII Legislatura fa parte della IX Commissione Trasporti, Poste e Telecomunicazioni, dove è capogruppo del Movimento 5 Stelle a partire dal 3 agosto 2022.
Alle elezioni politiche del 2022 viene ricandidato alla Camera per il Movimento 5 Stelle nel collegio uninominale Sicilia 2 - 02 (Catania), dove ottiene il 31,70% ed è sopravanzato da Valeria Sudano del centrodestra (36,11%), e da capolista nel collegio plurinominale Sicilia 2 - 02, risultando rieletto. Durante la XIX legislatura è segretario della IX Commissione Trasporti, Poste e Telecomunicazioni.